# Franz Doppler
Albert Franz Doppler (16. oktober 1821 i Lviv, Ukraine (dengang Lemberg, Galicien) – 27. juli 1883 i Baden bei Wien, Østrig) var en østrig-ungarsk fløjtenist. Primært kendt som tværfløjtevirtuos og komponist med værker for tværfløjte. Han skrev også en tysk og flere ungarske operaer til Budapest, alle produceret med stor succes. Hans balletmusik var populær på hans egen tid. 
Fra 1828 til 1831 fik Doppler fløjtelektioner af sin far (Joseph Doppler), som var oboist, og han fik sin debut som fløjtenist i en alder af 13. Her opførte han en fløjteduet med sin bror Karl, som var fire år yngre, og som duo skabte de lidt af en sensation gennem Europa. Franz Doppler blev førstefløjtenist ved Nationalteatret i Budapest i 1839. Der blev fem af Franz' operaer opsat med succes. I 1958 blev han førstefløjtenist og balletdirigent ved Wiener Staatsoper og i 1864 fløjtelærer ved Wiener Konservatorium.
Doppler komponerede hovedsageligt for tværfløjte så vel som opera (en genre der er tilstedeværende selv i hans opvisningsstykker for fløjte). Mange fløjteduetter har han skrevet med henblik på at spille dem med sin bror. Hans musik har elementer fra russisk og ungarsk musik.